# Aegilips
Aegilips is een geslacht van vliesvleugelige insecten van de familie Figitidae.

## Soorten
- A. atricornis Fergusson, 1985
- A. curvipes Giraud, 1860
- A. nitidula (Dalman, 1823)
- A. punctulata Hedicke, 1928
- A. romseyensis Fergusson, 1985
- A. vena Fergusson, 1985